# 슬로베니아의 로마 가톨릭 교구 목록

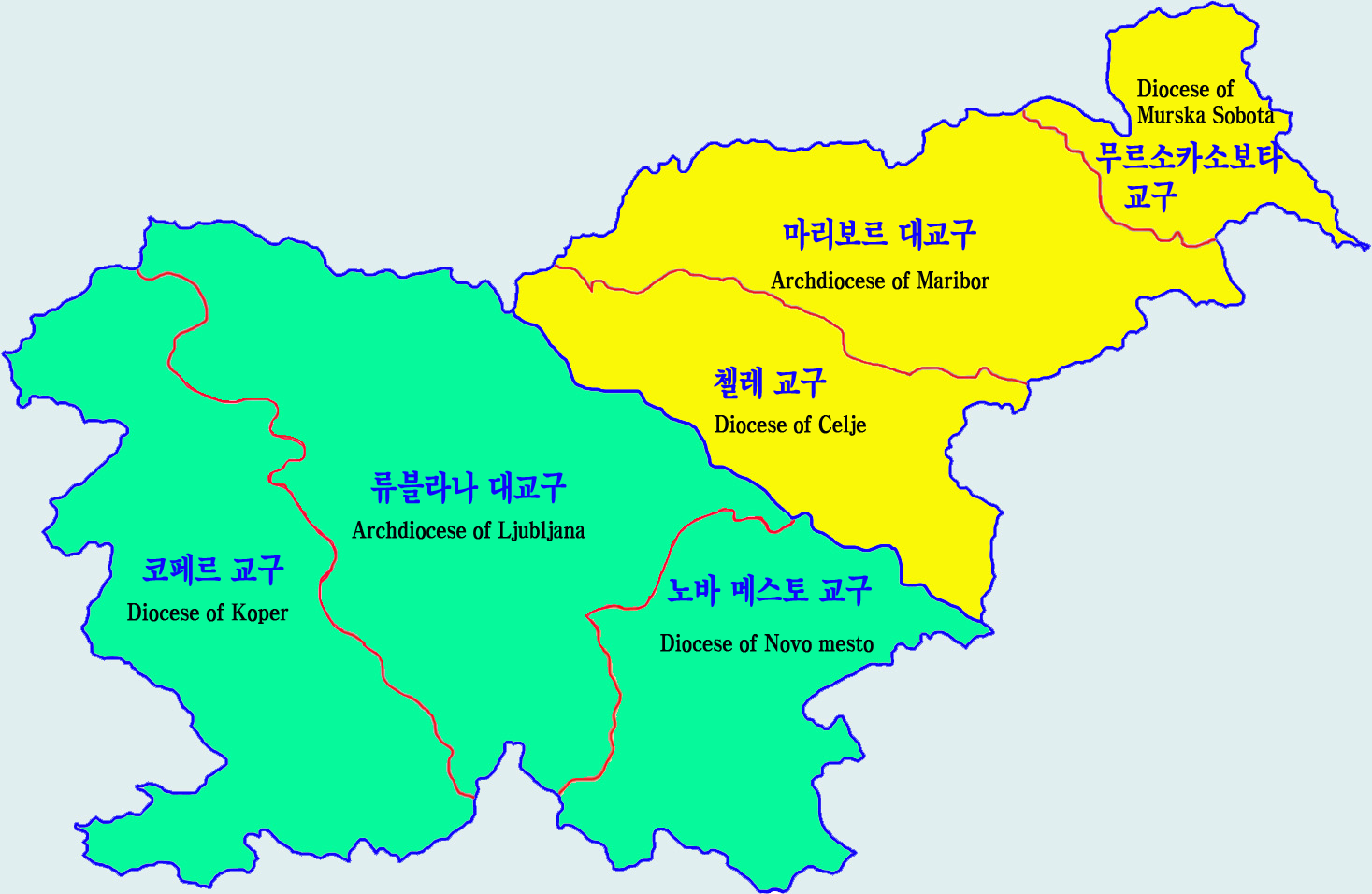
슬로베니아의 로마가톨릭 관구 및 교구 구성도

슬로베니아의 로마 가톨릭 교구는 2개관구에 2개의 관구장좌 대교구와 4개의 일반교구로 구성된다

## 교구

### 류불라나 관구( Ljubljana Province)
- 류블라나 관구장좌 대교구(Metropolitan Archdiocese of Ljubljana)
- 코페르 교구( Diocese of Koper)
- 노보 메스토 교구( Diocese of Novo mesto)

### 마리보르 관구(Maribor Province)
- 마리보르 관구장좌 대교구(Metropolitan Archdiocese of Maribor)
- 첼레 교구(Diocese of Celje)
- 무르소카 소보타 교구(Diocese of Murska Sobota)